# 泉大橋

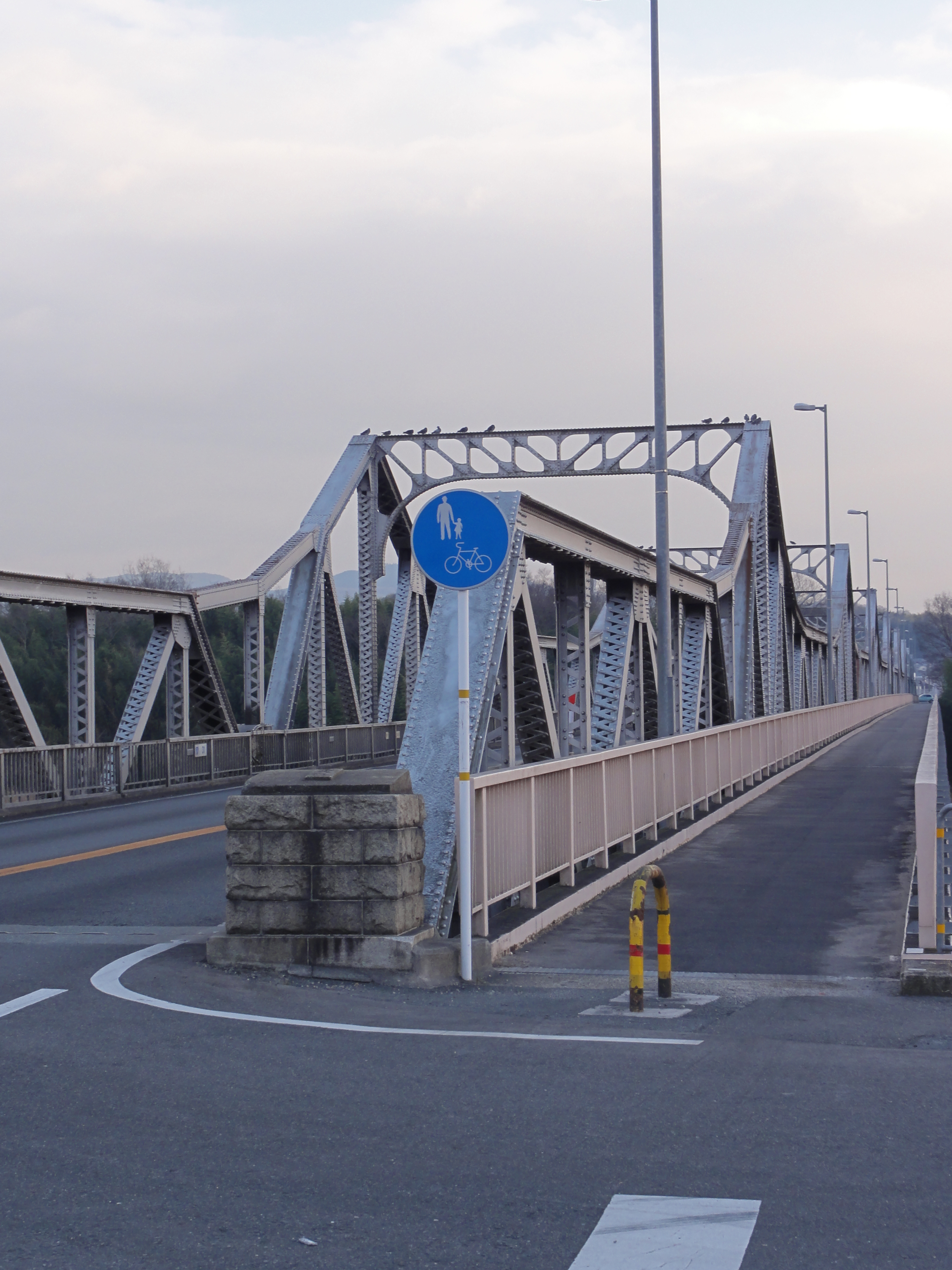
泉大橋の北詰

京都府道801号京都八幡木津自転車道線の終点から見た泉大橋の南詰

泉大橋（いずみおおはし）は、京都府木津川市の国道24号兼国道163号（京都府道・滋賀県道5号木津信楽線重複区間）上にある木津川に架かる橋であり、日本百名橋に選ばれている。

## 概要
かつて木津川は、泉河とも呼ばれていた。
今日の泉大橋は、1951年に架けられた長さ383.6メートルのカンチレバー（ゲルバー）式トラス橋である。西側には、歩行者・自転車用の橋が隣接し、東側ではJR奈良線の鉄道橋がのぞめる。橋の南詰には府道801号京都八幡木津自転車道の終点がある。

## 歴史
行基が740年（行基年譜）か741年（行基大菩薩行状記）に架けたのが始まりとされる。
恭仁京の建設時には3か所で橋が架けられたが、876年には橋が洪水で流され（日本三代実録）、明治時代の1877年まで橋を架けずに船で渡ったと推定される。
仮設の橋だったこともあり2度にわたり橋が流され、1893年（明治26年）京都府費によって初めて両岸をつなぐ橋が架けられた。
1901年（明治34年）には現在の橋より長い594メートルの橋が架けられるが、1917年（大正6年）に流されてしまう。
その後、1931年（昭和6年）に国費で開通したボウストリングトラス構造の橋を経て、現在ある橋が架けられた。

### 年表
- 1951年（昭和26年）3月 -  一級国道24号・二級国道163号大阪四日市線の橋として現在の泉大橋が竣工。
- 1953年（昭和28年）8月 - 先代の泉大橋（1931年開通）が南山城水害で流出。
- 1974年（昭和49年）度 - 下流に側道橋（歩道）が竣工[1]

## 周辺
- 西日本旅客鉄道（JR西日本）
  - 木津駅（大和路線、奈良線、学研都市線）
- 木津川市役所
- 木津警察署